# Lophiocarpaceae
Lophiocarpaceae je čeleď vyšších dvouděložných rostlin z řádu hvozdíkotvaré (Caryophyllales). Jsou to dužnaté byliny s jednoduchými listy a pravidelnými květy. Čeleď zahrnuje 6 druhů ve 2 rodech a je rozšířena v Africe a tropické Asii.

## Popis
Zástupci čeledi Lophiocarpaceae jsou jednoleté nebo vytrvalé byliny, někdy se stonkem na bázi dřevnatějícím. Listy jsou střídavé nebo ve svazečcích (u rodu Lophiocarpus), jednoduché, dužnaté, nitkovité nebo ploché. Květy jsou pravidelné, oboupohlavné, nejčastěji ve vrcholících nebo klasech. Kalich je složen ze 4 nebo 5 lístků. Koruna chybí (Lophiocarpus) nebo je korunních lístků mnoho a jsou staminárního původu (Corbichonia). Tyčinky jsou 4 (Lophiocarpus) nebo mnoho. Semeník je svrchní, srostlý ze 2 plodolistů a s jedinou komůrkou (Lophiocarpus) nebo z 5 plodolistů a s 5 komůrkami (Corbichonia). Plodem je nažka nebo mnohasemenná tobolka.

## Rozšíření
Čeleď Lophiocarpaceae zahrnuje 6 druhů ve 2 rodech. Rod Lophiocarpus má 4 druhy a vyskytuje se pouze v jižní Africe. Rod Corbichonia zahrnuje 2 druhy a je rozšířen v tropické Asii a Africe.

## Taxonomie
Čeleď Lophiocarpaceae byla publikována až v roce 2008 na základě molekulární revize řádu hvozdíkotvaré. Objevuje se tedy až v systému APG III. Rod Lophiocarpus byl v minulosti součástí čeledi líčidlovité (Phytolaccaceae), rod Corbichonia byl řazen do čeledi kosmatcovité (Aizoaceae) nebo Molluginaceae. V roce 2016 byla vydána fylogenetická studie, v níž je rod Corbichonia přeřazen do samostatné čeledi Corbichoniaceae. V aktualizacích systému APG se tato změna dosud neprojevila.
Podle kladogramů APG je čeleď Lophiocarpaceae bazální větví monofyletické větve řádu hvozdíkotvaré, zahrnující čeledi kosmatcovité (Aizoaceae), líčidlovité (Phytolaccaceae), nocenkovité (Nyctaginaceae) aj.

## Přehled rodů
Corbichonia, Lophiocarpus